# جينا كارانو
جينا جوي كارانو (ولدت في 16 أبريل 1982) (بالإنجليزية: Gina Joy Carano) هي ممثلة وعارضة أزياء أمريكية، ومقاتلة سابقة في فنون القتال المختلطة.

## روابط خارجية
- جينا كارانو على موقع شيردوغ (الإنجليزية)

جينا كارانو على موقع IMDb (الإنجليزية)
- جينا كارانو على موقع روتن توميتوز (الإنجليزية)
- جينا كارانو على موقع ألو سيني (الفرنسية)
- جينا كارانو على موقع ميوزك برينز (الإنجليزية)
- جينا كارانو على موقع أول موفي (الإنجليزية)
- جينا كارانو على موقع قاعدة بيانات الأفلام السويدية (السويدية)
- جينا كارانو على موقع ديسكوغز (الإنجليزية)
- جينا كارانو على موقع قاعدة بيانات الفيلم (الإنجليزية)
- جينا كارانو على موقع كينوبويسك (الروسية)